# Xã Three Creeks, Quận Boone, Missouri
Xã Three Creeks (tiếng Anh: Three Creeks Township) là một xã thuộc quận Boone, tiểu bang Missouri, Hoa Kỳ. Năm 2010, dân số của xã này là 5.133 người.